# Carmaux
Carmaux (en occitano Carmauç) es una localidad y comuna francesa, situada en el departamento de Tarn y en la región Mediodía-Pirineos.

## Geografía
Situada a orillas del río Cérou y junto a la antigua Carretera Nacional 88.

## Administración
Lista de alcaldes sucesivos
- (marzo de 2001-) René Frayssinet

## Demografía
| 14 565 | 14 755 | 13 208 | 12 113 | 10 957 | 10 231 |
| Para los censos de 1962 a 1999 la población legal corresponde a la población sin duplicidades (Fuente: INSEE [Consultar]) |        |        |        |        |        |

## Lugares de interés y monumentos
- La mina a cielo abierto
- Cap découverte

## Personalidades vinculadas a la comuna
- Bernard Lazare: periodista
- Jean Jaurès: político, líder socialista
- Jean Baptiste Calvignac : antiguo alcalde
- Jules Cavaillès : pintor
- Jean-Pierre Romeu : joueur français de rugby à XV,
- Jack Cantoni : jugador francés de rugby
- Jean-Marc Aué : jugador francés de rugby
- Marc Andrieu : jugador francés de rugby
- Paul Rivenc : lingüista
- Elie Astruc : Empresario.

## Hermanamientos
- Neckarsulm (Alemania)